# Aviární leukóza
Aviární leukóza (AL) je nádorové virové onemocnění hematopoetického systému drůbeže vyvolávané ptačími leukózními viry (ALV). Protože AL většinou probíhá aleukemicky (bez změn krevního obrazu), používá se termín „leukóza“ pro odlišení od jiných leukemicky probíhajících proliferativních nemocí u savců. Z hematopoetického systému mohou být nádorově transformovány buňky lymfocytární (lymfoidní leukóza), erythroidní (erythroidní leukóza) i myeloidní řady (myeloidní leukóza).

## Historie
Lymfoidní leukóza jako nemoc kura domácího je pravděpodobně známa již velmi dlouho. Jako „lymfosarkomatózu“ ji koncem 19. století poprvé popsali Rollof  a jako „drůbeží leukémii“ Caparini v roce 1896. Infekční charakter nádorů poprvé prokázali Ellermann a Bang v roce 1908 experimentálním přenosem na kuřata. Tři základní morfologické typy leukózy – erythroidní, myeloidní a lymfoidní leukózu, popsal Ellermann v roce 1921. Virová etiologie LL byla prokázána až po II. světové válce  Hypertrofická osteopatie drůbeže je známa od roku 1920; od roku 1938 je označována jako osteopetróza drůbeže 

## Příčina nemoci (etiologie)
Původcem AL jsou ptačí leukózní virusy (ALV) z čeledi Retroviridae, nejčastěji z podskupin A a B. Infekce exogenními ALV se v populaci drůbeže zjišťují velmi často (až 75 % drůbeží populace je infikováno), ale incidence klinického onemocnění je obecně mnohem nižší (1-5 % z infikovaných), než např. u Markovy nemoci. Z leukózních forem se relativně nejčastěji vyskytuje lymfoidní leukóza (LL); ostatní formy AL, včetně osteopetrózy, sarkomů a jim příbuzných nádorů, se vyskytují v terénu sporadicky až vzácně. Určitou výjimku tvoří myelocytomatóza, vyvolávaná ptačím retrovirem z podskupiny J, která se v posledních letech začala mnohem častěji objevovat v rozmnožovacích chovech masného typu (RCHM) a u výkrmových kuřat v mnoha zemích světa, včetně České republiky.

## Vznik a šíření nemoci (epizootologie)

### Přirozený a experimentální hostitel
Přirozeným hostitelem ALV je kur domácí. Experimentálně mohou být infikovány různé druhy ptáků a to díky širokému hostitelskému rozsahu viru, nebo po jeho adaptaci na mladá zvířata či vyvoláním imunologické tolerance u hostitele před infekcí. Některé sarkomové viry indukují nádory i u savců.
Ekonomická závažnost AL spočívá nejen v přímých ztrátách úhynem, ale zejména v negativním vlivu na užitkovost chovů (nižší hmotností přírůstky a snáška). Navíc imunosupresivní účinek latentních infekcí virem lymfoidní leukózy zhoršuje průběh jiných infekcí.

### Přenos
Ptačí leukózní virusy se v populaci drůbeže přenášejí horizontálně i vertikálně. Horizontální přenos vyžaduje velmi úzký a přímý kontakt mezi infikovanými a vnímavými jedinci nebo s prostředím kontaminovaným trusem, slinami nebo odloupanými epiteliemi kůže. V hejnu se infekce šíří pomalu a vzhledem k malé stabilitě viru ve vnějším prostředí má tento způsob šíření nákazy omezený význam. Také vnímavost ke kontaktní infekci je nejvyšší po vylíhnutí kuřat a s postupujícím věkem klesá. Většina kuřat se infikuje v líhních kontaktem s kongenitálně infikovanými kuřaty (mekonium, trus).
Z hlediska epizootologického je proto důležitější vertikální přenos od infikovaných nosnic vejcem na kuřata. Četnost přenosu je poměrně malá a v jednotlivých hejnech značně kolísá. K přenosu viru do vejce dochází prostřednictvím žláz produkujících vaječný bílek ve vejcovodu v oblasti magna. Infikovaná kuřata se líhnou jen asi z 1/4 až 1/2 vajec obsahujících ALV v bílku. U zbývajících je virus neutralizován protilátkami žloutku nebo je inaktivován teplotou inkubátoru. Nosnice vylučují virus do vajec nepravidelně, přičemž nosnice do 18 měsíců věku vylučují virus častěji a ve větší míře než nosnice starší (2-3leté). Počet virusonosičů také závisí na plemenu, genetické konstituci a imunitě nosnic. Kohouti mohou infikovat nosnice při pojímání.

## Projevy nemoci (symptomatologie)
Příznaky AL jsou všeobecné – ptáci jsou neteční, straní se ostatních a příjem krmiva je snížen. Obličej a kožní přívěsy mohou být anemické nebo cyanotické, objem dutiny břišní je zvětšený, peří je načepýřené a v okolí kloaky potřísněné uráty a zbarvené žlučovými pigmenty, snáška je snížená. Ačkoliv je zpravidla infikována většina zvířat v hejnu, úhyny jsou spíše ojedinělé, průběh je chronický a mortalita dosahuje asi 2-5 %. Leukemické změny v krvi se zjišťují pouze u erytroblastózy a myeloblastózy.
Z morfologického hlediska se rozlišuje několik forem aviární leukózy:
- Lymfoidní leukóza (LL) je neoplastické onemocnění lymfatického (burza-dependentního) systému. Vyskytuje se u kuřat nad 4 měsíce věku. Nádorové změny se objevují zejména v játrech, slezině a Fabriciově burze; postiženy mohou být také ledviny, plíce, gonády, srdce, kostní dřeň a mezenterium. Podle velikosti a růstu tumorů se rozlišují formy nodulární, miliární a difúzní. Lymfoidní nádory jsou mikroskopicky charakterizovány extravaskulární proliferací lymfoblastů, které vytlačují a nahrazují normální buněčnou populaci napadeného orgánu. Celulární složení nádorů je typicky homologní (uniformní), tvořené primitivními buňkami lymfoidní řady stejného vývojového stadia.
- Erythroidní leukóza (EL) je nádorové onemocnění buněk červené krevní řady. Může probíhat ve formě leukemické (erytroblastóza, proliferativní nebo blastická forma) nebo anemické (aleukemické). Výskyt EL v populaci drůbeže je sporadický až vzácný; zpravidla postihuje drůbež starší 5 týdnů.

Pro proliferativní formu je typické difuzní zvětšení jater a sleziny, které mají třešňově červenou až tmavě mahagonovou barvu. Oba orgány jsou měkké a křehké, kostní dřeň je hyperplastická, měkká nebo vodnatá, tmavě červené nebo třešňové barvy a často s hemoragiemi. Při anemické formě jsou viscerální orgány, zejména slezina, atrofované. Kostní dřeň je aplastická, bledá, rosolovitá a dřeňový prostor je zúžen pro nárůst kostní trámčiny.
Mikroskopickým vyšetřením se zjišťují intravaskulární proliferace erytroblastů v játrech, slezině a kostní dřeni. Krevní sinusoidy a kapilárie jsou přeplněné erytroblasty, dilatují a dochází k tlakové atrofii parenchymu, později k degeneraci až nekróze hepatocytů v okolí krevních cév. Při anemické formě je snížená erytropoetická aktivita kostní dřeně.
- Myeloidní leukóza (ML) se rozlišuje podle druhu transformovaných buněk z myeloidní řady na myeloblastózu a myelocytomatózu. Je způsobováns ptačím retrovirem z podskupiny J a od roku 1996 je zjišťována častěji zejména v rozmnožovacích chovech kura masného typu.[7]
  - Myeloblastóza (MB) je charakterizována anémií a zvětšením parenchymatózních orgánů. Játra a slezina jsou difuzně zvětšené, křehké a šedobíle zbarvené. Postižené orgány mají skvrnitý až granulární vzhled. Kostní dřeň je hyperplastická. Mikroskopicky se zjišťují masivní intra- a extravaskulární infiltrace a proliferace myeloblastů s určitým množstvím promyelocytů v parenchymu orgánů. Změny jsou soustředěny zejména v extrasinusoidálních prostorách a v okolí portálních cév jaterních lobulů. V kostní dřeni se pozoruje intenzivní myeloblastická aktivita v okolí sinusoidů.
  - Myelocytomatóza (MC) se primárně projevuje změnami v kostní dřeni. Nádory v parenchymatózních orgánech vznikají metastází myelocytů. Nádory jsou typicky lokalizovány na periostu plochých kostí v sousedství chrupavek, mohou se ale vyskytovat i v jiných orgánech a tkáních (játra, slezina, ledviny aj.). Tumory se tvoří zejména na osteochondrálních spojích žeber, na vnitřní ploše kosti prsní a pánevní a chrupavčitých kostech mandibuly a lebky. Nádory jsou matné, žluto- nebo šedobílé barvy, měkké, drobivé, křídovité nebo sýrovité konzistence a difuzního nebo nodulárního vzhledu. Mikroskopicky se nádory skládají z masy uniformních myelocytů.

## Diagnostika
Vzhledem k vysoké promořenosti komerčních chovů drůbeže ALV je diagnostika založena na epizootologickém, patomorfologickém a histologickém (cytologickém) vyšetření. Význam virologického vyšetření je omezen na SPF chovy, vyhledávání viremických nosnic a kontrole vakcín. Pro izolaci virů se používá sérum, plasma, nádory, viscerální orgány i trus infikované drůbeže. Při zjišťování virusonosičů se vyšetřuje vaječný bílek, výtěry z kloaky nebo kuřecí embrya od podezřelých nosnic. Odebrané vzorky se testují na kuřatech, kuřecích embryích nebo v buněčných kulturách. K identifikaci viru nebo k sérologickému vyšetření se používají COFAL nebo ELISA testy, případně další specifické testy, využívající biologických vlastností ALV. Aviární leukózu je nutné odlišit zejména od nádorů při Markově nemoci

## Terapie a prevence
Terapie aviární leukózy není známa. Prevence spočívá v sanitačních, zoohygienických a veterinárních opatřeních. Jde zejména o líhnutí kuřat z chovů prostých leukózy a jejich odchov v izolaci. Z dalších opatření to jsou selekce na genetickou rezistenci a eradikace ptačích leukózních virů z chovů.
V roce 2020 byla v ÚMG AV ČR vyvinuta geneticky modifikovaná slepice odolávající leukóze typu J.